# Serment du Chevalier
 (juillet 2025).
Motif : Une seule source venant de 1895 me semble limite ? Non ?
- Archive Wikiwix
- Bing
- Cairn
- DuckDuckGo
- E. Universalis
- Gallica
- Google
- G. Books
- G. News
- G. Scholar
- Persée
- Qwant
- (zh) Baidu
- (ru) Yandex
- (wd) trouver des œuvres sur Wikidata

| 1. | Préciser le motif de la pose du bandeau. | Précisez le motif de la pose du bandeau en utilisant la syntaxe suivante : {{admissibilité à vérifier\|date=juillet 2025\|motif=remplacez ce texte par le motif}}                         |
| 2. | Informer les utilisateurs concernés.     | Pensez à avertir le créateur de l'article, par exemple, en insérant le code ci-dessous sur sa page de discussion : {{subst:avertissement admissibilité à vérifier\|Serment du Chevalier}} |

 (octobre 2012).
Si vous disposez d'ouvrages ou d'articles de référence ou si vous connaissez des sites web de qualité traitant du thème abordé ici, merci de compléter l'article en donnant les références utiles à sa vérifiabilité et en les liant à la section « Notes et références ».
Le serment du chevalier est un serment prononcé à voix haute par le chevalier lors de son adoubement, il a été utilisé entre les XIe et XIIe siècles :
1. Tu croiras à tout ce qu'enseigne l'Église, et tu observeras tous ses commandements.
2. Tu protègeras l'Église.
3. Tu auras le respect de toutes les faiblesses, et t'en constitueras le défenseur.
4. Tu aimeras le pays où tu es né.
5. Tu ne reculeras pas devant l'ennemi.
6. Tu feras aux infidèles une guerre sans trêve et sans merci.
7. Tu t'acquitteras exactement de tes devoirs féodaux, s'ils ne sont pas contraires à la loi de Dieu.
8. Tu ne mentiras point, et seras fidèle à la parole donnée.
9. Tu seras libéral, et feras largesse à tous.
10. Tu seras; partout et toujours, le champion du Droit et du Bien contre l'Injustice et le Mal[1][source insuffisante].